# Better Than a Thousand
Better Than a Thousand — американская хардкор-панк-группа с участием Рэя Каппо (бывшего вокалиста Youth of Today), Грэхама Лэнда и Кена Олдена (из группы Battery). Better Than a Thousand изначально образовалась как сторонний проект группы Shelter, после того, как Рэй Каппо захотел записать пару песен с друзьями. Группе суждено было совершить три мировых концертных тура и записать два «классических» хардкор альбома. По мнению критиков, Better Than A Thousand звучит как современная хардкор-версия Youth of Today.

## Дискография
| Год  | Название     | Лейбл              | Дополнительная информация |
| ---- | ------------ | ------------------ | ------------------------- |
| 1997 | Just One     | Revelation Records | дебютный альбом           |
| 1999 | Value Driven | Epitaph Records    | второй альбом             |
| 1999 | Self Worth   | Grapes Of Wrath    | сингл                     |
| 1997 | Discography  | Super Soul Records | дискографический альбом   |

## Компиляции
- Fight The World, Not Each Other (A Tribute to 7 Seconds) — In Your Face
- The Rebirth of Hardcore: 1999 — I Can Make a Difference / Out of Fashion
- Anti-Racist Action: Stop Racism the benefit CD — Poison In Your Brain (LFKB remix)